# Кіяма

33°25′37″ пн. ш. 130°31′23″ сх. д. / 33.42694° пн. ш. 130.52306° сх. д.
Кіяма (яп. 基山町) — містечко в Японії, в повіті Міякі префектури Саґа.

## Відомі люди
- Хасеґава Чійоно (20 листопада 1896 — 2 грудня 2011) — японська супердовгожителька. На момент своєї смерті у віці 115 років і 12 днів, вона була найстарішою повністю верифікованою людиною в Японії та Азії. Народилась і померла в Кіямі.